# 华诚一
华诚一（1911年3月—2000年），男，直隶赞皇人，中华人民共和国政治人物，曾任中共江苏省委常委、工业部部长，中共南京市委书记，南京师范学院党委书记兼院长，南京航空学院党委书记，江苏省政协副主席。